# Ратко Шопаловић
Ратко Шопаловић (Мачкат, 1893—1969) био је српски трговац, учесник Балканских ратова и Првог светског рата и носилац два Ордена Карађорђеве звезде са мачевима.

## Биографија
Рођен је у породици земљорадника Гвоздена и Миленије. Кад је почео рат са Турцима као припадник последње одбране спроводи комору до Сјенице и осталих места по Рашкој области. У Први светски рат отишао је са својом јединицом, 1.четом 2. батаљона IV кадровског пука и већ у првим борбама, на Крстацу и Дрини истакао се јунаштвом.
Два пута је заробљен 1915. године, код Чачка и на Кукавици, али оба пута успева да побегне. У борби на Кајмакчалану, док је бацао бомбе у бугарске ровове, пушчано зрно га је погодило у образ. У пуковском превијалишту му је указана прва помоћ, па је пренет у енглеску болницу, а после четири дана, на интервенцију принца Ђорђа Карађорђевића, отпремљен је у француску болницу на Зејтинлику. Половином Октобра 1916. године напушта болницу и одлази у Француску на даље лечење.
На позив престолонаследника Александра Карађорђевића вратио се 1919. године у Београд, сусрео са њима на Двору, када је краљ потврдио сва обећања која је дао приликом посете болнице у Солуну. Тако је Ратку 1921. године, решењем Министарства војске и морнарице одобрено војничку кантину у Панчеву и априлу 1923. године у Сарајеву. 
Са супругом Милевом имао је синове Љубишу, Милорада и Слободана, у другом браку са Златом Рњаковић родио му се син Александар, док му је супруга Милева Васић родила сина Гвоздена.
Умро је 7. маја 1969. године у Мачкату.

## Одликовања и споменице
- Златни Орден Карађорђеве звезде са мачевима
- Сребрни Орден Карађорђеве звезде са мачевима
- Златна Медаља за храброст Милош Обилић
- Сребрна Медаља за храброст Милош Обилић
- Орден југословенске круне V реда
- Споменица за рат са Турском 1912
- Споменица за рат са Бугарском 1913
- Албанска споменица